# Kreta (Schiff)
Die Kreta war ein von der deutschen Kriegsmarine 1943 in Besitz genommenes französisches Post- und Passagierschiff, das zum Jägerleitschiff umgerüstet, aber bereits im September 1943 kurz nach der Indienststellung versenkt wurde.

## PassagierschiffIle de Beauté
Das Schiff wurde 1930 auf der Werft Deschimag in Bremen im Rahmen deutscher Reparations-Sachleistungen für die französische Reederei Compagnie de Navigation Fraissinet gebaut und unter dem Namen Ile de Beauté im Liniendienst von Marseille nach Korsika eingesetzt. Das Schiff war 97 m lang und 13,2 m breit, hatte 5,2 m Tiefgang und war mit 2600 BRT vermessen. Zwei Dampfturbinen verliehen ihm eine Höchstgeschwindigkeit von 20 Knoten. Das Schiff hatte einen ausladenden Maier-Bug und wurde wegen seiner eleganten Silhouette auch paquebot-yacht (Passagierschiff-Yacht) genannt.

## JägerleitschiffKreta
Die Ile de Beauté wurde am 18. Januar 1943 im Rahmen des Laval-Kaufmann-Abkommens von der deutschen Besatzungsmacht in Marseille in Besitz genommen. Sie wurde der Kriegsmarine übereignet und unter dem neuen Namen Kreta zum Jägerleitschiff umgebaut. Dazu wurde sie mit einem Freya AN-Funkmessgerät und einem Feuerleitradar Würzburg 39T ausgerüstet. Außerdem erhielt sie eine sehr starke Flugabwehr-Bewaffnung, bestehend aus zwei 10,5-cm-Flak, zwei 7,5-cm-Flak und sieben 20-mm-Fla-Vierlingen. Die Besatzung zählte 230 Mann, davon etwa ein Viertel Luftwaffenpersonal.
Der Umbau war Ende August 1943 abgeschlossen. Als dann die Probefahrten durchgeführt werden sollten, ergab sich durch den am 8. September 1943 bekanntgegebenen Waffenstillstand Italiens eine drastisch veränderte strategische Situation, und das Schiff wurde zunächst zur Evakuierung deutscher Truppen aus Korsika eingesetzt.
Nur wenige Tage später, am Nachmittag des 21. September 1943, bei der Sicherung eines Minenlegeunternehmens des Minenschiffs Brandenburg, wurden sowohl die Brandenburg als auch die Kreta im Tyrrhenischen Meer etwa sieben Seemeilen nordöstlich der Insel Capraia auf der Position 43° 8′ 0″ N, 9° 58′ 0″ O von dem britischen U-Boot HMS Unseen durch Torpedos versenkt. Insgesamt 30 Mann verloren ihr Leben auf den beiden Schiffen; 486 Überlebende wurden von den begleitenden Minenräumbooten R 189 und R 201 aufgenommen und nach Livorno gebracht.